# Jonathan Sturges
Jonathan Sturges (* 23. August 1740 in Fairfield, Colony of Connecticut; † 4. Oktober 1819 ebenda) war ein US-amerikanischer Politiker. Zwischen 1789 und 1793 vertrat er den Bundesstaat Connecticut im US-Repräsentantenhaus.

## Werdegang
Jonathan Sturges wuchs noch in der britischen Kolonialzeit auf. Er besuchte bis 1759 das Yale College. Nach einem Jurastudium und seiner Zulassung als Rechtsanwalt begann er in Fairfield in seinem neuen Beruf zu arbeiten. Im Jahr 1772 wurde er in das damals noch koloniale Repräsentantenhaus von Connecticut gewählt. Er blieb auch nach der Unabhängigkeitserklärung bis 1783 Mitglied dieser Parlamentskammer. Im Jahr 1773 amtierte Sturges als Friedensrichter, 1775 war er Nachlassrichter im Fairfield County. 1786 wurde er noch einmal in das Repräsentantenhaus seines Staates gewählt. Im selben Jahr war er auch Delegierter zum in New York tagenden Kontinentalkongress.
Bei den Wahlen zum ersten Kongress im Jahr 1789, die in Connecticut staatsweit abgehalten wurden, wurde Jonathan Sturges für den dritten Abgeordnetensitz seines Staates in das US-Repräsentantenhaus gewählt. Politisch stand Sturges der damaligen Bundesregierung unter Präsident George Washington nahe (Pro-Administration). Nach einer Wiederwahl im Jahr 1792 konnte er zwischen dem 4. März 1789 und dem 3. März 1793 die ersten beiden Legislaturperioden des Kongresses als dessen Mitglied absolvieren.
Nach dem Ende seiner Zeit im Kongress war Sturges zwischen 1793 und 1805 beisitzender Richter am Obersten Gerichtshof seines Staates. Danach hat er keine weiteren bedeutenden Ämter mehr ausgeübt. Jonathan Sturges starb am 4. Oktober 1819 in seinem Geburtsort Fairfield und wurde dort auch beigesetzt. Sein Sohn Lewis (1763–1844) saß zwischen 1805 und 1817 ebenfalls für Connecticut als Abgeordneter im Kongress.